# A1 (motorväg, Bosnien och Hercegovina)
A1 är en motorväg i Bosnien och Hercegovina. Den utgör en del av E73 (även benämnd som Korridor Vc). Tillsammans med motorvägarna A10 och A5 i Kroatien samt M6 i Ungern kommer A1 att utgöra en modern och snabb väganslutning mellan Budapest och den kroatiska hamnstaden Ploče vid Adriatiska havet.
År 2014 blev sträckan mellan Zenica och Tarćin via Sarajevo färdig. Även en kort motorvägssträcka vid den kroatisk-bosniska tullen i Hercegovina. Just nu håller man på att bygga ända fram till Konjic. Sträckan mellan Konjic och Mostar har ännu inte påbörjats.
Den svåraste delen av projektet som kommer att byggas är sträckan mellan Konjic och Mostar. Där kommer det att behövas flera viadukter och tunnlar för att passera de Dinariska Alperna.
Det finns en betalstation vid delen Josanica. Priset är 1,50 konvertibla mark (ca 7,5 SEK).

## Motorvägen A1 sträcka genom Bosnien och Hercegovina
| Motorväg A5 från Kroatien                        |                                              |
| Tull mellan Kroatien och Bosnien och Hercegovina |                                              |
| Svilaj - Doboj-syd                               | 59 km                                        |
| Doboj-syd - Zenica-syd (Drivuša)                 | 68 km                                        |
| Zenica-syd - Jošanica                            | 53 km                                        |
| Betalstation Jošanica                            |                                              |
| Förbifart Sarajevo                               | 8 km                                         |
| Betalstation Vlakovo                             |                                              |
| Vlakovo - Tarčin                                 | 20 km                                        |
| Tarčin - Jablanica                               | 26 km                                        |
| Jablanica - Mostar-nord                          | 32 km                                        |
| Mostar-nord - Počitelj                           | 37 km                                        |
| Počitelj - Bijača                                | 21 km, delen Kravice - Bijača (5 km) är klar |
| Betalstation Bijača                              |                                              |
| Tull mellan Bosnien och Hercegovina och Kroatien |                                              |
| den kroatiska motorvägen A10 fortsätter          |                                              |
| Rött = Ej påbörjat Orange = Under konstruktion   |                                              |

## Galleri

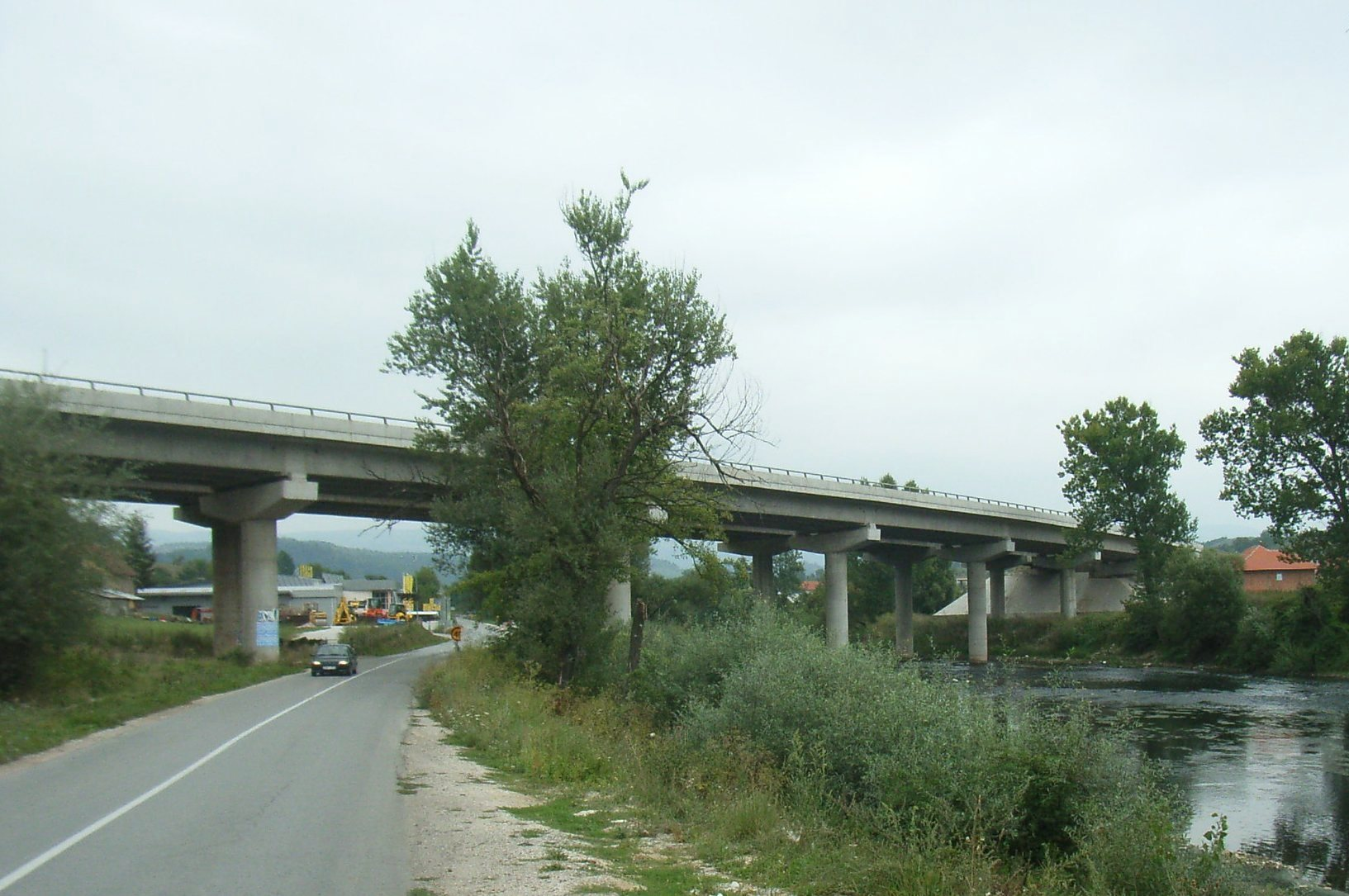
A1 över Visoko